# Vinland Saga (manga)
Vinland Saga (japonès: ヴィンランド･サガ, hepburn: Vinrando Saga) és un manga èpic i històric d'aventures escrit i il·lustrat per Makoto Yukimura de demografia seinen. Actualment, es publica a la revista mensual Afternoon de Kodansha, tot i que primer es va començar a publicar a la revista setmanal Shonen Magazine (2005). A juny de 2024, se n'han recollit els capítols en 28 volums tankōbon.
L'agost de 2022, Vinland Saga tenia més de 7 milions de còpies en circulació. La sèrie va guanyar el Gran Premi de la 13a edició del Festival d'Arts Mediàtiques del Japó el 2009 i la 36a edició del Premi Kōdansha al millor manga en la categoria general el 2012. Una adaptació a anime de 24 episodis, animada per Wit Studio, es va emetre de juliol a desembre de 2019. Una segona temporada, animada per MAPPA, es va emetre de gener a juny de 2023. El manga ha estat aclamat per la crítica, la qual va elogiar-ne la història, el dibuix, els personatges, els temes i l'ambientació.

## Argument
Vinland Saga relata la història d'en Thorfinn, un jove viking del segle xi que viatja pel nord d'Europa sota les ordres d'Askeladd. Tot i que Thorfinn accepta seguir les seves ordres, ell només persegueix un objectiu: venjar el seu pare, Thors, a qui va matar Askeladd en un combat on va incomplir les regles establertes.

## Publicació

### Manga
Vinland Saga és una sèrie manga escrita i il·lustrada per Makoto Yukimura. Es va publicar per primera vegada a la revista de manga shōnen de Kodansha, la Weekly Shōnen Magazine, del 13 d'abril al 19 d'octubre de 2005. La sèrie es va traslladar a la revista de manga seinen de Kodansha, la Monthly Afternoon, a partir del número de febrer de 2006, publicat el 24 de desembre de 2005. Els dos primers volums es van publicar inicialment amb l'empremta Shōnen Magazine Comics, i després es van reeditar amb l'empremta Afternoon després del canvi de serialització del manga. A juny de 2024, Kodansha n'ha recollit els capítols en 28 volums tankōbon individuals.

### Anime
El març de 2018 es va anunciar que es faria un anime de Vinland Saga. Produïda per Twin Engine, Production I.G, Wit Studio i Kodansha, la sèrie va ser animada per Wit Studio i dirigida per Shūhei Yabuta. Hiroshi Seko va encarregar-se de la composició de la sèrie, Takahiko Abiru del disseny els personatges i Yutaka Yamada en va compondre la música. La sèrie es va estrenar el 7 de juliol de 2019 a la NHK General TV i va constar de 24 episodis.
El 7 de juliol de 2021, Twin Engine va anunciar que hi havia una segona temporada en producció. Shūhei Yabuta va reprendre el seu paper de director i Takahiko Abiru el de dissenyador de personatges, mentre que l'estudi d'animació va ser MAPPA. Es va estrenar a Tokyo MX, BS11 i GBS el 10 de gener de 2023 i va constar de 24 episodis.

### Obres de teatre
De 19 d'abril a 29 d'abril de 2024 es van representar simultàniament a Tòquio dues obres de teatre adaptacions del manga: Vinland Saga the Stage: At the End of the End of the Ocean (舞台 ヴィンランド・サガ 〜海の果の果ー辺〜, Butai "Vinland Saga" ~Umi no Hate no Hate-hen~) i Vinland Saga the Stage: Revival of the Hero (舞台 ヴィンランド・サガ 〜英雄復活篇〜, Butai "Vinland Saga" ~Eiyū Fukkatsu-hen~). Daisuke Nishida en va escriure el guió i les va dirigir. Entre els actors s'hi podia trobar: Shohei Hashimoto (Thorfinn), Ryō Kitamura (Canut), Takeshi Hayashino (Thorkell), Ryoko Isogai (Bjorn) i Takashi Hagino (Askeladd).

### Altres productes
Yukimura va escriure un capítol del manga crossover amb Assassin's Creed Valhalla de set pàgines que es va publicar al lloc web d'Ubisoft el 23 d'octubre de 2020. El 23 de juliol de 2019, Kodansha va publicar un llibre d'extres: Vinland Saga Official Guidebook (ヴィンランド・サガ　公式ガイドブック, Vinrando Saga Kōshiki Gaidobukku).

## Rebuda

### Vendes
Vinland Saga ha estat un èxit comercial al Japó: a juny de 2008, entre els cinc primers volums havia venut d'1,2 milions de còpies. El 2018 tenia més de 5 milions de còpies impreses. Diversos volums han aparegut a la llista de mangues més venuts de Taiyosha. A agost de 2022, el manga tenia més de 7 milions de còpies en circulació.

### Crítica
Vinland Saga fou inclòs a la selecció de 501 mangues dels divulgadors catalans Estrada i Bernabé al llibre 501 mangas que leer en español (Norma Editorial, 2019). Segons els autors, el manga és molt excepcional pel fet de no estar ambientat al Japó, Àsia o mons imaginaris, tal com sol ser habitual, sinó que la trama s'ubica als territoris dominats pels vikings entorn del segle xi. De Vinland Saga, afirmen Estrada i Bernabé que es tracta d'«un trepidant i excel·lentment documentat manga amb un dibuix magnífic que, a més, està lliurement inspirat en fets reals».

### Premis
Vinland Saga va ser nominat a la 1a edició dels Premis Manga Taisho l'any 2008. El 2009 va rebre el Gran Premi de la categoria manga a la 13a edició del Festival d'Arts Mediàtiques del Japó; el jurat també va seleccionar la sèrie a la 25a edició, el 2022. El 2012 va guanyar la 36a edició del Premi Kōdansha al millor manga en la categoria general.